# Marsilea costulifera
Marsilea costulifera är en klöverbräkenväxtart som beskrevs av D. L. Jones. Marsilea costulifera ingår i släktet Marsilea och familjen Marsileaceae. Inga underarter finns listade.